# Therese Malten
Therese Malten, pseudónimo de Therese Müller (Insterburg - hoje Tschernjachowsk), 21 de Junho de  1855 — Dresden, 2 de Janeiro de 1930) foi uma cantora lírica alemã (soprano).

## Vida
Therese Malten formou-se como soprano dramático em Danzigue e Berlim. De 1873 até sua despedida dos palcos em 1903, ela foi a Kammersängerin rainha da Saxônia na ópera da corte de Dresden. Estreou como Pamina, em A Flauta Mágica. Cantou como convidada em quase todas as casas de ópera da Europa. Em 1882 foi escolhida por Wagner para ser a primeira Kundry em Parsifal, em Bayreuth. Foi contemporânea, colega e possível rival de Lilli Lehmann.
Malten residiu de 1893 até 1930 em Kleinzschachwitz-Zschieren bei Dresden, no casarão em estilo neo-renascentista erigido por Bruno Müller. Hoje, no casarão suntuoso renovado encontra-se uma pequena pousada.
Therese Malten ajudou órfãos, inválidos de guerra e outras causas beneficentes.
Foi companheira por longos anos da filósofa e crítica de música e literatura Helene von Druskowitz.
Therese Malten foi sepultada em Trinitatisfriedhof em Dresden.

## Papéis
- Pamina em A Flauta Mágica
- Kundry em Parsifal , Richard Wagner
- Elisabeth em Tannhäuser , Richard Wagner
- Senta em Der fliegende Holländer, em português: O Holandês Voador ou O Navio Fantasma